# Muzik
"Muzik"은 대한민국의 걸 그룹 포미닛의 데뷔 싱글이다(일본에서). 원래 한국에서는 EP 음반 For Muzik의 타이틀 곡이었지만 일본에선 일본어 버전으로 재편곡해 2010년 5월 5일 발매해 일본의 데뷔 싱글이 된다. 포미닛은 이 노래로 오리콘 싱글 차트 21위에 진입했다.

## 방송 및 프로모션 활동
포미닛이 가장 먼저 선보인 곳은 KBS의 뮤직뱅크로 2009년 9월 당시 한국어 버전 "Muzik"으로 컴백 무대를 했다. 이 곡은 일본 뿐만이 아니라 아시아 여러 국가를 다니며 공연을 하기도 했다. 2010년 9월에는 일본 최대의 패션쇼 2010(Girls Qsard 2010)' F/W 컬렉션에 한국 대표 아티스트 자격으로 무대에 오르기도 했다.

## 수록곡
1. "Muzik (Japanese Version)"
2. "Hot Issue (Original Version)"
3. "Muzik (Original Version)"
4. "Muzik (Instrumental)"
5. "Hot Issue (Instrumental)"

## 차트
| 발매일         | 오리콘 차트    | 순위 | 데뷔 판매량 | 최종 판매량 | 머물은 주 |
| -------------- | -------------- | ---- | ----------- | ----------- | --------- |
| 2010년 5월 5일 | 일간 싱글 차트 | 12   | 4,241       | 8,234       | 3 주      |
| 2010년 5월 5일 | 주간 싱글 차트 | 21   | 4,241       | 8,234       | 3 주      |

## 발매일
| 국가     | 발매일          | 포맷        |
| -------- | --------------- | ----------- |
| 대한민국 | 2009년 8월 28일 | 디지털 음원 |
| 일본     | 2010년 5월 5일  | CD 싱글     |